# Genpulje
Genpuljen er en arts samlede genbeholdning. Dette står i modsætning til individets gener, der kun kan rumme en del af artens samlede genetiske kode. Genpuljer studeres i populationsgenetik og evolutionsforskning. Genpuljen kan ændres på grund af mutationer, fænotypisk fremkaldte forskelle i overlevelsesevne og formering eller forskelle forårsaget af tilfældig overlevelse og vandring. Store ændringer i genpuljer, som er foregået over lang tid, kaldes evolution.
Kun i de tilfælde, hvor en startpopulation har været meget lille, kan man opleve, at artens og individernes genpulje er næsten ens. Et eksempel på dette har man i gepardernes genpulje. Den er så lidt varieret fra individ til individ, at arten må have overlevet en truende uddøen med ganske få individer.
| Naturvidenskab | Spire Denne naturvidenskabsartikel er en spire som bør udbygges. Du er velkommen til at hjælpe Wikipedia ved at udvide den. |